# Niña con regadera
Niña con regadera es una pintura impresionista pintada por Pierre Auguste Renoir en 1876. El trabajo fue aparentemente hecho en el jardín famoso de Monet en Argenteuil. Esta pintura es de Mademoiselle Leclere en su vestido azul y sosteniendo una regadera.